# العشيقة الرئيسية
العشيقة الرئيسية (بالفرنسية:maîtresse-en-titre)؛ هي تعتبر أهم عشيقة الملكية للملك الفرنسي، بدأ استخدام اللقب في عهد هنري الرابع واستمر في عهد لويس الخامس عشر، لقد كان لهن أراء شبه رسمي مع جناحهن الخاص في القصور الملكية، وكان من الممكن أن يأتي هذا المنصب بقوة كبيرة، حيث عُرف عن بعض العشيقات تقديم المشورة للملك، وكما لهن عملاء ووسطاء يخدمن مصالحهن، وكذلك يقيمن التحالفات والتفاوض مع الدبلوماسيين الأجانب، وعلى النقيض ذلك لقب العشيقة الصغرى (Petite maîtresse) لم يتم تعريفه رسمياً.

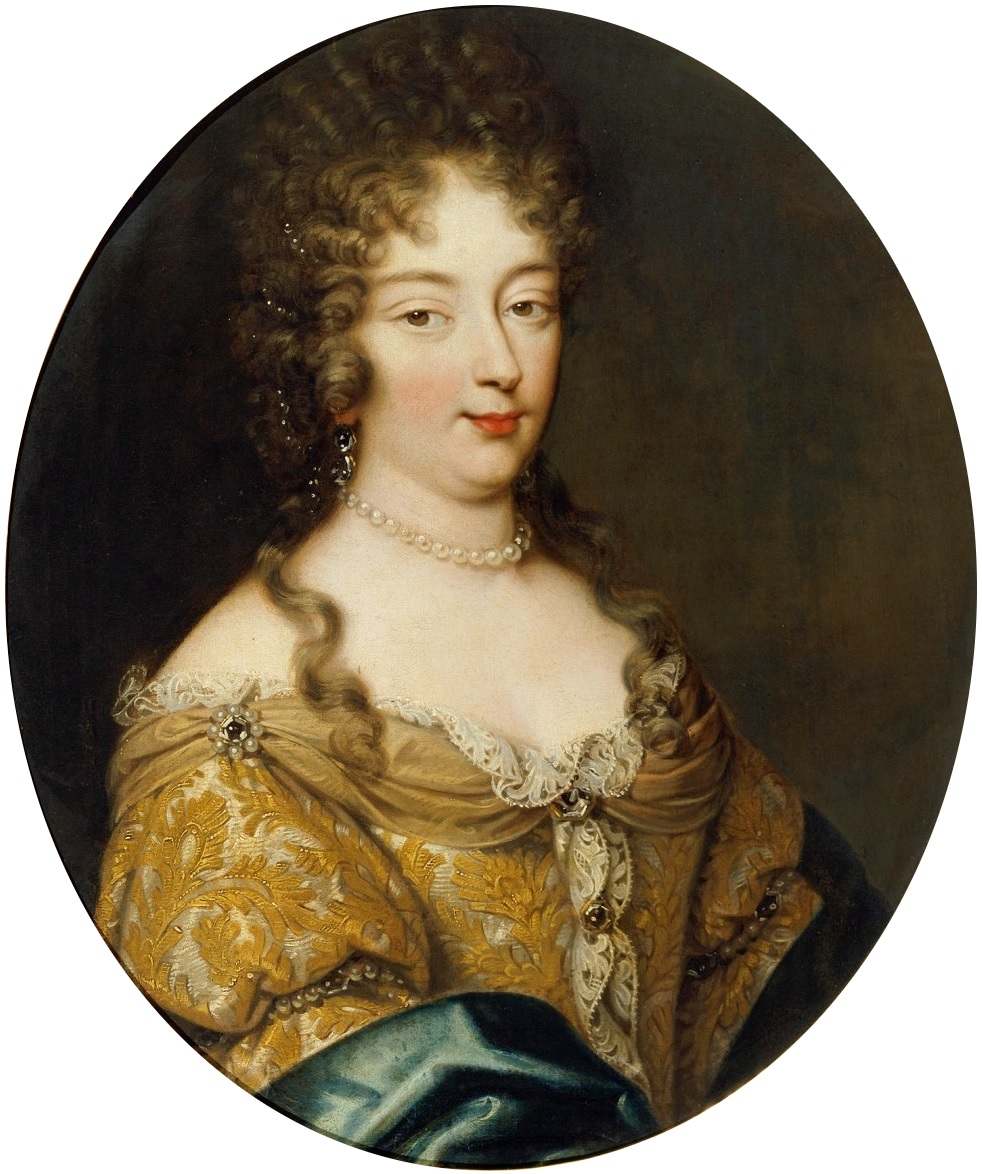
أولمبيا مانشيني

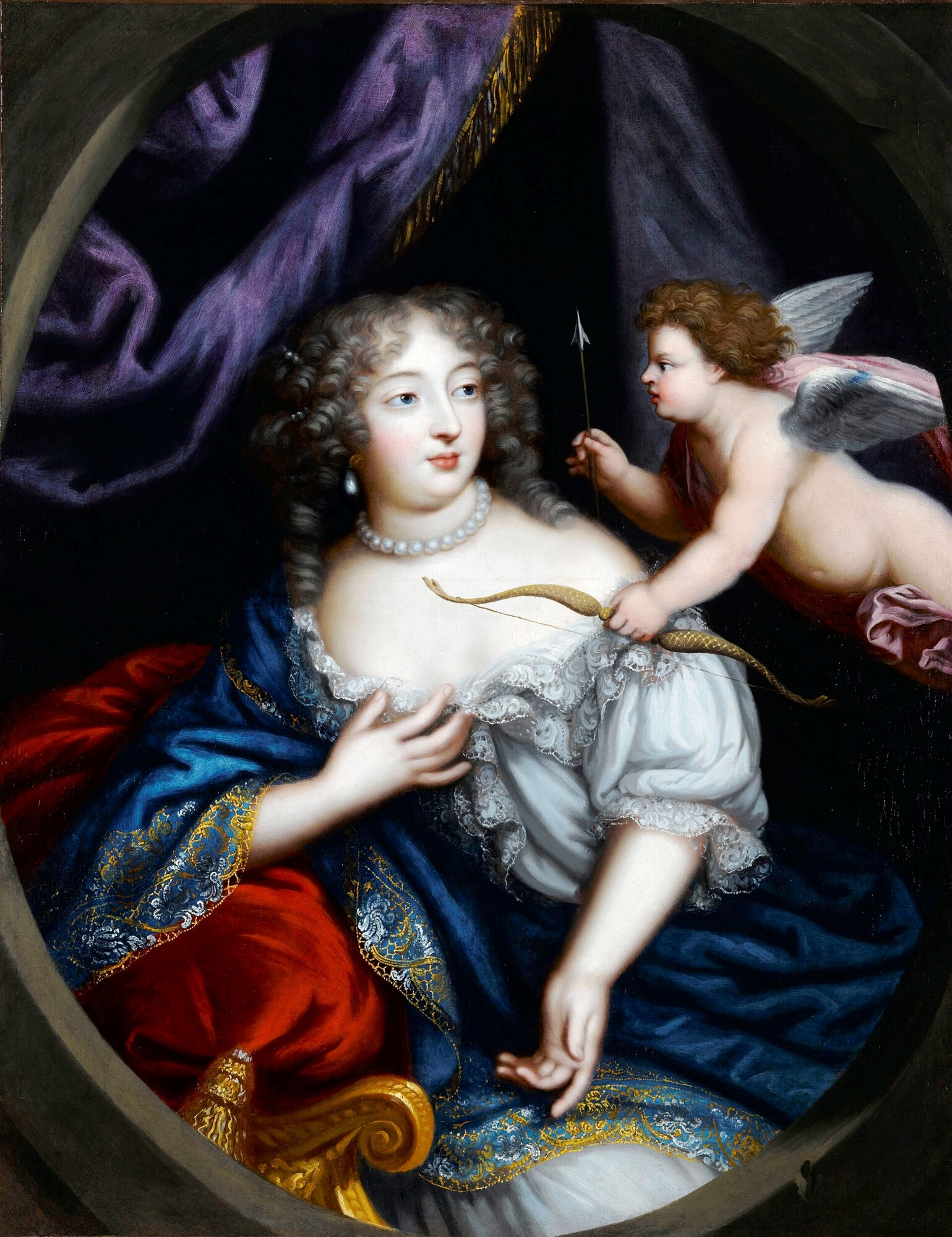
مدام دو مونتيسب

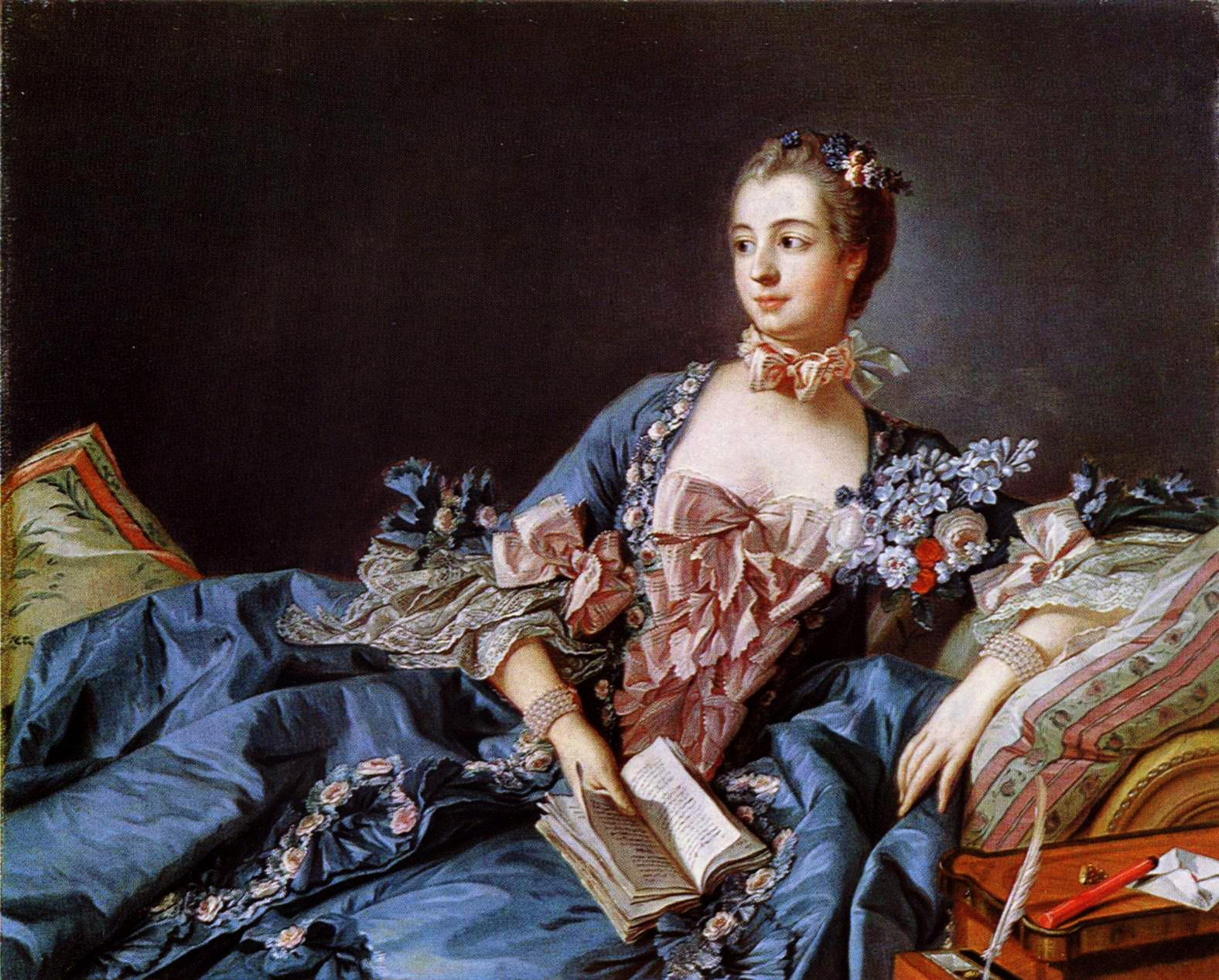
مدام دو بومبادور

مدام دو باري

منذ عهد لويس الرابع عشر تم تطبيق المصطلح في كثير من الأحيان («المدام الرسمية») للإشارة إلى العشيقة الرئيسية لأي ملك أو رجل بارز عندما تكون علاقته بها غير سرية، على سبيل المثال: فيبيكي كروس، نويل جوين، جين بابتيست، لولا مونتيز.

## عشيقات ملوك فرنسا الرسميات
في حين أن الملك قد يكون لديه العديد من العشيقات، إلا أن كان هناك في عادة واحدة رسمية، (Maîtresse-en-titre)؛ فيما يلي أمثلة لأولئك اللتان شغلن هذا المنصب:-

### شارل الخامس
- بيتي كاسينيل (ح.1340-ح.1380).

### شارل السادس
- أوديت دو شامبديفرز (1425-1390).

### شارل السابع
- أغنس سيرويل (1422-1450).

- أنطوانيت دي مينيليه (1434-1474).

### لويس الحادي عشر
- فيليزي ريجنارد (1475-1424).

- مارغريت دي ساسينج (1424-1470).

### فرانسوا الأول
- فرانسواز من فوا (1495-1571).

### هنري الثاني
- ديان دو بواتييه (1500-1566).

### هنري الثالث
- رينيه دي ريو (1541-1582).

- لويز دي لا بيروديير (1530-1586).

- ماري من كليفز، أميرة كوندي (1553-1574).

### هنري الرابع
- ديان دي أندوينز (1554-1521).

- إستر إمبرت (1570-1593).

- أنطوانيت دي بونس (1560-1632).

- غابرييل دي إستري (1570-1599).

- كاثرين هنرييت دي إنتراغ (1579-1632).

- شارلوت ديس إسارتس (1580-1651).

### لويس الرابع عشر
- لويز فرانسواز دو لا فالييه (1644-1710).

- فرانسواز أثينايس، ماركيزة مونتيسب وأيضا تعرفت بـ «مدام دو مونتيسب» (1640-1707).

- فرانسواز دو أوبين، ماركيزة مانتينون (لاحقاً أصبحت زوجة الملك السرية) (1635-1719).

- إيزابيل دو لودر (1647-1726)

- ماري أنجيليك دو سكورايلس، دوقة فونتوج (1661-1681).

### لويس الخامس عشر
- ماري آن دو ميللي (1717-1744).

- بولين دو مايللي (1712-1741).

- ديان أديلايد دو مايللي.

- جين أنطوانيت بواسون وأيضاً عرفت ب«مدام دو بومبادور» (1721-1764).

- جين بيكو، كونتيسة باري (1743-1793).

### لويس الثامن عشر
- زوي تالون (1785-1852)